# نرخ بیت متغیر
نرخ بیت متغیر (به انگلیسی : Variable Bitrate یا VBR)اصطلاحی است که در ارتباطات از راه دور و علوم رایانه به کار می رود. در فایل‌های با سرعت بیت متغیر مقدار اطلاعات خروجی در قطعات زمانی مختلف فرق می‌کند، به این صورت که به قطعات پیچیده‌تر مقدار بیت بیشتر و به بخش‌هایی که پیچیدگی کمتری دارند مقدار بیت کمتری اختصاص داده می‌شود و از این راه در حجم فایل صرفه جویی می‌شود. سرعت بیت متغیر در مقابل سرعت بیت ثابت قرار می‌گیرد که در آن میزان اطلاعات خروجی ثابت است.